# Битва при Крессоне
Битва при Крессо́не (ит. Battaglia di Cresson) — небольшое сражение в 1187 году между крестоносцами и сарацинами у родников Крессон близ Назарета. Некоторые исследователи рассматривают его как пролог битвы при Хаттине.

## Предыстория
Политическая ситуация в Иерусалиме была напряжённой из-за соперничества между представителями двух ветвей королевского дома. Раймунд III, бывший ранее регентом королевства, отказался признать Ги де Лузиньяна правителем после смерти юного Балдуина V (пасынка Ги де Лузиньяна). Жерар де Ридфор, магистр тамплиеров, Роже де Мулен, магистр госпитальеров, Балиан II Ибелин, Йоския, архиепископ Тира, и Рейно де Гранье были отправлены в Тверию вести переговоры с Раймундом III и попытаться уговорить его вернуться в Иерусалим.

## Ход битвы
Между тем Салах ад-Дин послал небольшой отряд к Тверии во главе со своим сыном аль-Афдалем, чтобы отомстить за нападение на мусульманский караван Рено де Шатийона. Раймунд III рассчитывал, что Салах ад-Дин объединится с ним в борьбе с Ги де Лузиньяном, и позволил мусульманскому отряду пройти через Тверию 30 апреля, хотя он предупредил христиан в Назарете о приближении мусульман. Узнав об этом, Жерар де Ридфор быстро собрал небольшую армию, состоявшую из гарнизонов тамплиеров из Какуна и Аль-Фулы и королевских рыцарей, дислоцированных в Назарете, — всего около 130 рыцарей. Силы Салах ад-Дина во главе с его сыном состояли примерно из 7 000 воинов.
Жерар де Ридфор достиг родников Крессон 1 мая. Itinerarium Peregrinorum et Gesta Regis Ricardi (хроника Третьего крестового похода так описывает эти события:
 Салах ад-Дин собрал свои силы и яростно двинулся по Палестине. Он послал эмира Эдессы аль-Музаффара вперед с 7 000 сарацин опустошать Святую Землю. Находясь в районе Тверии, тот случайно столкнуться с отрядами магистра Ордена Храма Жерара де Ридфора, и магистра госпитальеров Роже де Мулена. В неожиданном бою аль-Музаффар обратил противников в бегство и убил последнего.
Мусульмане притворно отступили, это была их обычная тактика, которая не должна была обмануть Жерара де Ридфора. Тем не менее, он приказал начать погоню, вопреки советам Роже де Мулена, и рыцари бросили своих пехотинцев. Мусульмане легко отбили лобовую атаку христиан и набросились на пехотинцев. Роже де Мулен был убит копьем в грудь, Жерар де Ридфор был ранен, но выжил, однако почти все остальные были убиты. По другой версии, Жерар де Ридфор с началом боя бежал с поля битвы. В живых, помимо магистра, остались всего два тамплиера и 3 госпитальера. Itinerarium также описала подвиг тамплиера по имени Жаклен де Майи, который, после того как все его товарищи были убиты, сражался в одиночку против толпы мусульман, пока также не упал мертвым.

## Последствия
Балиан II Ибелин следовал с отставанием в один день от основного отряда и останавливался в Себастее, чтобы отметить праздник. После достижения замка Аль-Фуле, где тамплиеры и госпитальеры до того стояли лагерем, он обнаружил, что лагерь был брошен. Балиан II Ибелин послал своего оруженосца Эрнуля вперед, чтобы узнать, что случилось, и вскоре получил весть о трагедии от немногих оставшихся в живых. Раймунд III, узнав о битве, встретил посольство в Тверии и согласился сопровождать его в Иерусалим.
Раймунд III был, наконец, готов признать Ги де Лузиньяна королём, но Жерар де Ридфор и Рено де Шатийон считал Раймунда предателем. Однако Ги де Лузиньян, зная, что армия Салах ад-Дина уже готовилась возобновить наступление на его земли, не мог позволить, чтобы эта междоусобная ссора продолжалась, и приветствовал Раймунда с распростёртыми объятиями.
Салах ад-Дин собрал гораздо большую армию в 20 000 солдат, вторгся в пределы королевства в июне и разгромил христиан при Хаттине 4 июля. К октябрю он захватил Иерусалим.